# 雪铁戈
雪铁戈石油公司是一家美国炼油商和燃料、润滑油、石化产品营销商。 该公司总部位于休斯敦。截至2024年，委内瑞拉政府的国有企业委内瑞拉石油公司持有該公司多数股权。不過由于2019年美国出台的對委內瑞拉的經濟制裁措施，委内瑞拉石油公司無法再从雪铁戈那邊獲取收益。2019年晚些时候，該公司转由康菲石油接管。此后美国特拉华州联邦法院裁定，准许出售雪铁戈石油公司的股份。